# Hot d'or
O Hot d'or foram prêmios da indústria de filmes pornográficos concedidos anualmente entre 1992-2001 ininterruptamente em Cannes, França, pela revista francesa Hot Vidéo. Ele foi descrito como o equivalente a Palma de Ouro da pornografia, ou ao Oscar. A honra análoga americana é o AVN Award. O evento foi realizado durante duas semanas em maio em um complexo hoteleiro, exatamente no mesmo período que o Festival de Cannes. Consequentemente, atraiu a atenção da mídia internacional que estavam na cidade para o festival mainstream. Depois de uma ausência de oito anos, a premiação retornou a Paris em 20 de outubro de 2009, para comemorar o 20º aniversário da revista Hot Vidéo.